# Sant Miquel (Vilamolat de Mur)
Sant Miquel és una església de Vilamolat de Mur forma part de l'antiga pabordia de Mur, està situada dins de Casa Josep, una de les històriques i més importants cases pairals del Pallars Jussà. L'església de Sant Miquel -patró del nucli de Vilamolat- tot i ser particular s'ha utilitzat quasi sempre com església del poble.

## Paratge
Sant Miquel és també el nom del paratge on hi ha l'església, a l'antic terme de Mur, en terres del poble de Vilamolat de Mur. Està situat al nord-est de Vilamolat de Mur, entre la llau de Sant Miquel -ponent- i el barranc de Rius -llevant-, al sud de la Boïga de Sant Miquel, i més al sud del lloc on hi hagué la capella de Sant Miquel. És a llevant de la Vinya Gran i a ponent de los Seixos. Hi resten les ruïnes del Corral de Sant Miquel.